# Eucalyptus montana
Eucalyptus montana là một loài thực vật có hoa trong Họ Đào kim nương. Loài này được (H.Deane & Maiden) Blakely mô tả khoa học đầu tiên năm 1934.